# Badminton-U15-Europameisterschaft 2024
Die Badminton-U15-Europameisterschaft 2024 fand vom 11. bis zum 14. September 2024 in Suwałki statt. Es war die sechste Auflage der Titelkämpfe.

## Sieger und Platzierte
| Disziplin    | Gold                              | Silber                                  | Bronze                                |
| ------------ | --------------------------------- | --------------------------------------- | ------------------------------------- |
| Herreneinzel | Lenny Hubert                      | Mady Sow                                | Santiago Araujo                       |
| Herreneinzel | Lenny Hubert                      | Mady Sow                                | Yixiang Hou                           |
| Dameneinzel  | Wiktoria Kaletka                  | Varvara Poperezhai                      | Lea Dauphinais                        |
| Dameneinzel  | Wiktoria Kaletka                  | Varvara Poperezhai                      | Maria García                          |
| Herrendoppel | Soren Marion Gothsener Mady Sow   | Axel Boesen Marvin Jakob Galan Mogensen | Lovis Deters Jannes Ernst             |
| Herrendoppel | Soren Marion Gothsener Mady Sow   | Axel Boesen Marvin Jakob Galan Mogensen | Charlie Junnor Alfie Martin           |
| Damendoppel  | Shraddha Gopalakrishnan Martha Ng | Alva Jacobsen Simone Aoki Pihl          | Varvara Poperezhai Ahata Ryshtovska   |
| Damendoppel  | Shraddha Gopalakrishnan Martha Ng | Alva Jacobsen Simone Aoki Pihl          | Clara Menegazzi Briquet Lison Prevost |
| Mixed        | Lenny Hubert Elisa Hess           | Peter Simoni Faurholt Marie Faust Kjær  | Tim Bregar Maja Pranić                |
| Mixed        | Lenny Hubert Elisa Hess           | Peter Simoni Faurholt Marie Faust Kjær  | Dominik Tankevic Uma Ivanauskaite     |